# Centropogon fuscus
Centropogon fuscus là loài thực vật có hoa trong họ Hoa chuông. Loài này được (G.Don) E.Wimm. mô tả khoa học đầu tiên năm 1926.